# Canencia
Canencia ist ein municipio in der Comarca Sierra Norte in der Provinz und in der Autonomen Gemeinschaft Madrid. Die Gemeinde hat eine Fläche von 52,7 km² und eine Bevölkerung von 469 Einwohnern (Stand: 2024) bei einer Bevölkerungsdichte von 9 Einwohnern/km².

## Geographie

### Geographische Lage
Canencia liegt auf 1144 m im nach Nordnordosten offenen Tal östlich des gleichnamigen Baches, der in den Fluss Lozoya mündet, in der Sierra de Guadarrama. Im Westen ist das Gemeindegebiet von den Bergen Espartal (1733 m), Cerro del Águila (1663 m) begrenzt, im Süd von La Perdiguerra (1766 m), Puerto de Canencia (Passhöhe 1503 m), Cabeza de la Braña (1772 m), Mondalindo / Cabeza del Cervanal (1831 m).

### Nachbargemeinden
Canensia grenzt im Süden an die Gemeinden Bustarviejo und Miraflores de la Sierra, im Südsüdwesten an Rascafría, im Westen an Alameda del Valle und Pinilla del Valle, im Norden an dem Ort Lozoya, im Nordosten an Gargantilla del Lozoya y Pinilla de Buitrago und an Osten mit Garganta de los Montes.

### Klima
In den Höhenlagen herrscht Gebirgsklima. Durch die Gebirgsketten im Osten, Süden und Westen ist das Klima auch im Sommer milder, als im Zentrum der Autonomen Gemeinschaft von Madrid.

## Bevölkerung
Der Ausländeranteil liegt bei unter einem Prozent. 10,71 % sind 15 Jahre oder Jünger, 38,46 % sind 65 Jahre oder älter. Somit ist die Gruppe der Abhängigen etwa gleich groß, wie die Menschen im erwerbsfähigen Alter.

### Entwicklung
| Jahr      | 1850 | 1985 | 1990 | 1995 | 2000 | 2005 | 2006 |
| --------- | ---- | ---- | ---- | ---- | ---- | ---- | ---- |
| Einwohner | 700  | 458  | 445  | 446  | 441  | 454  | 403  |

### Religionen
Der Katholizismus ist die dominierende Religion.

## Geschichte
Canencía wurde, wie die meisten Orte der Sierra nach der Eroberung von Toledo durch Alfons VI. König von León und König von Kastilien im Jahr 1085 von Siedlern aus Segovia wiederbesiedelt. Bis 1813 gehörte der Ort zur Gemeinschaft der Stadt und des Landes Segovia (Comunidad de Ciudad y Tierra de Segovia) und wurde dann Teil der Provinz Madrid. Mitte des 19. Jahrhunderts stieg die Einwohnerzahl auf 700 an. Mitte des 20. Jahrhunderts wurde die Passstraße über den Puerto de Canencia nach Miraflores gebaut.

## Politik
Die Canencier und Canencierinnen sind pro-europäisch. Am Referendum für die Europäische Verfassung stimmten 2005 89,23 % bei einer Wahlbeteiligung von 50,91 % mit „Ja“.

### Gemeinderat
| Gemeindewahlen  | 1987 | 1991 | 1995 | 1999 | 2001 | 2007 |
| --------------- | ---- | ---- | ---- | ---- | ---- | ---- |
| Izquierda Unida | 0    | 0    | 0    | 0    | 0    | 0    |
| Partido Popular | 3    | 3    | 2    | 4    | 5    | 6    |
| PSOE            | 2    | 2    | 1    | 1    | 0    | 1    |
| andere          | 2    | 2    | 4    | 2    | 2    | 0    |
| total           | 7    | 7    | 7    | 7    | 7    | 7    |

## Kultur und Sehenswürdigkeiten

### Bauwerke
- Kirche Santa María del Castillo. Gotische Kirche aus dem 15. Jahrhundert.
- Eremitage des Heiligen Christus (Eramita del Santo Cristo).
- Die Beschlagungsbank. Hier wurden früher Pferde und Arbeitsochsen beschlagen.
- Fuente Cantarranas. Quelle, an der unterirdisches Wasser an die Oberfläche kommt und den Canencia speist.
- Alte Mühle

### Regelmäßige Veranstaltungen
- Ende Januar. La Vaquilla (die kleine Kuh).
- Karwoche. Prozession des Pfluges (Processíon del Arado).
- Zweites Wochenende im Oktober. Jungfrau des Schlosses (Virgen del Castillo).

### Freizeitaktivitäten
In Canencia bietet eine Reihe von Freizeitaktivitäten für Touristen und Tagestouristen wie Wandern, Fahrradtourismus, Reiterwege, Bergsteigen und Gleitschirmfliegen.
Beim Parkplatz des Canencia-Passes beginnt der ökologische Wanderweg von Canencia (Senda Ecológica de Canencia), eine ausgeschilderte Rundwanderung von etwa zwei Stunden.

## Wirtschaft und Infrastruktur
27,5 % der Bevölkerung sind Mitglied der Seguridad Social (sozial-versicherungspflichtig Beschäftigte). Das BIP beträgt 9.539 €, welches sich nach Sektoren wie folgt verteilt: Landwirtschaft 7,95 %, Industrie 37,94 % und Dienstleistung 54,11 %. 0,93 % der Einwohner arbeiten im Handel, 7 % in der Hotellerie. Auf 1.000 Einwohner entfallen 503,50 Touristen. In Canencia gibt es 38 Hotelplätze.

### Verkehr
Canencia ist 83 km von Madrid entfernt (Wegstrecke). Die Passstraße M-629 durchzieht das Tal von Canencia von Süden (Pass) nach Norden (Taleingang vom Lozoya-Tal). Durch den Puerto de Canencia (Canencia-Pass – 1.600 m) im Süden ist der Ort mit Miraflores de la Sierra verbunden. Im Norden mündet die M-629 in die M-604, die das Tal von Loyoza in Ost-West-Richtung erschließt. Von dort östlich gelangt man zur Autobahn A-1. Von dort westlich nach Rascafría, die Pässe Puerto de Cotos und Puerto de Navacerrada nach Segovia im Norden oder Madrid im Süden.
Die Buslinien 194 und 195 verbinden den Ort mit Madrid (Plaza Castilla).